# うま農業協同組合
うま農業協同組合（うまのうぎょうきょうどうくみあい）は、愛媛県四国中央市三島に本店を置く農業協同組合（JA）。略称はJAうま。四国中央市･新居浜市別子山村地区を業務区域としている。

## 拠点
- 本店 - 愛媛県四国中央市三島金子2丁目4番23号
- 支店 - 中曽根･金生･新宮･松柏･寒川･豊岡･土居中央･長津･川下･関川･川之江中央･川之江･川滝
- 出張所 - 富郷

## 管内主要生産品目
- 米
- みかん
- 里芋
- 山の芋
- トマト
- 茶
- キャベツ
- ブロッコリー
- 生椎茸
- キウイフルーツ

## 子会社
- 株式会社コスモス（葬祭･不動産･リース事業）
- 株式会社オートパルうま（自動車販売･自動車整備事業）